# Виллен-ле-Превот
Вилле́н-ле-Прево́т (фр. Villaines-les-Prévôtes) — коммуна во Франции, находится в регионе Бургундия. Департамент коммуны — Кот-д’Ор. Входит в состав кантона Монбар. Округ коммуны — Монбар.
Код INSEE коммуны — 21686.

## Население
Население коммуны на 2010 год составляло 141 человек.
| 1962 | 1968 | 1975 | 1982 | 1990 | 1999 | 2010 |
| ---- | ---- | ---- | ---- | ---- | ---- | ---- |
| 136  | 140  | 122  | 108  | 125  | 121  | 141  |

## Экономика
В 2010 году среди 86 человек трудоспособного возраста (15—64 лет) 57 были экономически активными, 29 — неактивными (показатель активности — 66,3 %, в 1999 году было 64,4 %). Из 57 активных жителей работали 54 человека (27 мужчин и 27 женщин), безработных было 3 (1 мужчина и 2 женщины). Среди 29 неактивных 7 человек были учениками или студентами, 17 — пенсионерами, 5 были неактивными по другим причинам.